# Priscilla Horton
Pour les articles homonymes, voir Horton et Reed.
Priscilla Horton, plus tard Priscilla German Reed, née le 2 janvier 1818 – morte le 18 mars 1895, est une populaire chanteuse et actrice anglaise, connue pour son rôle d'Ariel dans la mise en scène de La Tempête par William Charles Macready en 1838 et les burlesques (en) « féériques » au théâtre de Covent Garden. Elle est plus tard connue, avec son mari Thomas German Reed, pour la création des German Reed Entertainments (en) destinés aux familles. Elle y est mentor du jeune W. S. Gilbert et ses interprétations inspirent à celui-ci l'idée de créer quelques-uns de ses fameux rôles de contralto.

## Biographie

### Jeunesse
Horton naît à Birmingham, fille de Thomas Horton et Barbara, née Westwater. Elle se produit sur scène à Londres dès l'âge de dix ans lorsqu'elle interprète la romanichelle dans Guy Mannering au Surrey Theatre. L'année suivante, Horton chante aux jardins du Vauxhall. En 1830, elle paraît au théâtre de Covent Garden dans le rôle de Mealey Mouth de Harlequin, Pat, and Bat. En 1834 au  Royal Victorian Theatre, Horton est Julia dans une adaptation musicale de Guy Mannering, Kate dans le mélodrame The Beggar's Daughter of Bethnal Green de James Sheridan Knowles, Roméo, Desdémone dans Othello et Oscar dans Gustavus the Third. En 1837, elle rejoint la compagnie de William Charles Macready au Royal Opera House. Elle y interprète Mopsa dans Le Conte d'hiver, le garçon dans Henry V et le fou dans Le Roi Lear. Après d'autres rôles aussi réussis, Horton joue Ariel dans la mise en scène par Macready de La Tempête en 1838 à Covent Garden.
Blonde aux yeux bleus, Horton interprète parfois des rôles travestis, qui, au moment où elle entre dans la profession, ont beaucoup perdu de leur aura « osée ». Appréciée de James Planché, Charles Dickens et Madame Vestris, elle est connue pour son talent de danseuse et sa claire voix de contralto. L'historien Paul Buczkowski écrit d'elle « Horton apporte une vive intelligence à ses rôles et est presque aussi hautement saluée dans la tragédie (par exemple en Ophélie dans Hamlet  et le fou dans Le Roi Lear) que dans la comédie. Elle apparaît dans la plupart des œuvres ultérieures de Planché, les enrichissant sensiblement ».
De 1840 à 1847, Horton fait partie de la compagnie de Benjamin Nottingham Webster au Haymarket Theatre où elle interprète Ophélie pour la première fois en 1840. The Athenaeum écrit « La seule nouveauté frappante dans ce spectacle est l’Ophélie de Miss P. Horton, qui se rapproche de très près du pathos sauvage de l'original dans une scène et est touchante et belle en tout ». La même année, elle crée le rôle de Georgina Vesey dans Money d'Edward Bulwer-Lytton. En 1842, elle chante le rôle d'Acis dans Acis and Galatea de Haendel. Elle apparaît au Haymarket Theatre de 1843 à 1847, dans nombre des pièces de Noël et Pâques de Planché. Elle paraît également durant ces années au Théâtre de Drury Lane en Philidel dans l'opéra King Arthur (1842) de Henry Purcell et crée les rôles fille/garçon Myrtina/Fortunio dans Fortunio and his Seven Gifted Servants (1843) de Planché.

### Mariage et dernières années
Elle épouse Thomas German Reed en 1844. De 1847 à 1854, elle continue à se produire aux théâtres Haymarket, Drury Lane et Olympic (en) ainsi que dans des tournées en provinces. En 1851, elle interprète Hécate dans Macbeth.
Au printemps 1855, les « German Reeds » donnent la première représentation de Miss P. Horton's Illustrative Gatherings, spectacles de théâtre musical généralement constitués d'un ou deux brefs opéras comiques conçus pour un nombre minimal de personnages et interprétés au piano ou à l'harmonium ou par un petit ensemble musical. Ils se font bientôt appeler « Mr. And Mrs. German Reed's Entertainments », se produisent à la Royal Gallery of Illustration dans Regent Street (et plus tard au théâtre Saint-George à Londres). Pour contribuer à donner une respectabilité à leurs divertissements pour familles, ils appellent leur établissement la « Gallery » of Illustration plutôt que « théâtre » et les pièces qu'ils présentent sont appelées « distractions » plutôt que pièces, extravaganzas ou burlesques, afin d'intéresser un public familial qui craint la mauvaise réputation dans laquelle est tenu le théâtre professionnel à l'époque.
Les divertissements se concentrent sur la satire et la comédie « propre », évitant tout soupçon de la vulgarité qui imprègne la scène londonienne. Reed lui-même compose la musique pour beaucoup de ces pièces et apparaît souvent dans celles-ci avec Mrs. German Reed. Horton sert de mentor au dramaturge W. S. Gilbert qui écrit six courts opéras pour les German Reeds, chacun avec un rôle de premier plan pour Horton et ces rôles deviennent le modèle pour ses personnages ultérieurs de contralto aux Savoy Operas.
Thomas prend sa retraite en 1871 et Horton, avec leur fils Alfred (1847–1895), continue les divertissements jusqu'à son retrait de la scène en 1879 lorsque Alfred reprend leur production jusqu'en 1895. Elle meurt âgée de 77 ans à Bexleyheath dans le comté du Kent.